# Cascade (Trinidad y Tobago)
Cascade es una localidad de Trinidad y Tobago, que forma parte de la región de San Juan-Laventille.

## Geografía
La localidad abarca parte de la isla Trinidad y limita al norte con Cantaro Village, al sur con Belmont (localidad perteneciente a la ciudad de Puerto España) y Upper Belmont, al este con Mon Repos, Romain Lands y Marie Road y al oeste con St. Anns.

## Demografía
Datos demográficos de la localidad de Cascade:
| Gráfica de evolución demográfica de Cascade entre 2000 y 2011 |
|                                                               |